# The Sound of Music (musical)
The Sound of Music (A Noviça Rebelde, no Brasil) um musical de Richard Rodgers (música) e Oscar Hammerstein II (letras) com libreto de Howard Lindsay e Russel Crouse.
O musical é livremente baseado no filme alemão ocidental de 1956 Die Trapp-Familie e no livro de memórias The Story of the Trapp Family Singers, escrito por Maria von Trapp (no qual também o filme alemão foi baseado).
O show estreou na Broadway no Lunt-Fontanne Theatre em 16 de novembro de 1959. O elenco original trazia Mary Martin como Maria e Theodore Bickel como Capitão von Trapp. Esta produção original ganhou 5 prêmios Tony, incluindo o premio de melhor musical.
Em 1965 o musical se transformou em um filme para cinema, dirigido por Robert Wise e protagonizado por Julie Andrews e Christopher Plummer, que acabou vencendo cinco Oscars, incluindo o de melhor filme.
O musical veio pela primeira vez ao Brasil durante a temporada de 2008, no Teatro Oi Casa Grande, Rio de Janeiro. No ano seguinte, o espetáculo ficou em cartaz em São Paulo, no Teatro Alfa, retornando nessa mesma cidade em 2018, no Teatro Renault. Em 2024, o musical retornou para duas temporadas no Rio de Janeiro, sendo uma no Teatro Riachuelo e outra na Cidade das Artes e uma temporada em São Paulo, no Vibra São Paulo.